# Мацано Романо
Маца̀но Рома̀но (на италиански: Mazzano Romano) е малко градче и община в Централна Италия, провинция Рим, регион Лацио. Разположено е на 200 m надморска височина. Населението на общината е 3064 души (към 2010 г.).